# Ворониха (приток Барнаулки)
Ворониха — река в России, протекает в Ребрихинском районе Алтайского края. Длина реки составляет 16 км.
Начинается к северо-западу от деревни Ворониха. Течёт на юго-восток через неё. В низовьях теряется в болотах, из которых вытекает водоток, впадающий в озеро Воронье.
Основные притоки — ручей в Цыганском логе (правый), ручей, вытекающий из озера Ремок (левый) и ручей на территории Воронихи (правый).

## Данные водного реестра
По данным государственного водного реестра России относится к Верхнеобскому бассейновому округу, водохозяйственный участок реки — Обь от города Барнаул до Новосибирского гидроузла, без реки Чумыш, речной подбассейн реки — бассейны притоков (Верхней) Оби до впадения Томи. Речной бассейн реки — (Верхняя) Обь до впадения Иртыша.
Код водного объекта — 13010200512115200001274.